# 멜라트 은행
멜라트 은행(페르시아어: بانك ملت, Bank Mellat)은 이란의 상업 은행이다. 페르시아어로 ‘국민의 은행’을 뜻한다.

## 연혁
멜라트 은행은 1980년에 10개 은행을 합병해 설립됐다. 이란 정부가 약 24%, 국가 자본으로 구성된 펀드인 사회보장기구가 15.42%의 지분을 갖고 있어 실질적으로는 정부 지분이 40%에 달한다.
이란 국내에 1905개 지점을 두고 있고 직원은 2만 5000여명이다. 총 자산 규모는 2008년 3월 말 기준으로 427억 2205만 달러로 세계은행 순위로 324위다. 지점은 설치하고 있지 않지만 일본, 노르웨이, 스웨덴, 독일 등 4개국에서는 현지 은행들과 외환거래 제휴 계약을 맺고 있다.
현재 아르메니아에 1개(예레반), 터키에 3개(앙카라, 이스탄불, 이즈미르), 대한민국에 1개(서울)의 해외지점을 설치하고 있다.

## 제재
이란은 현재 국제 연합 안전보장이사회 결의 1803호에 따라 제재 대상이다. 따라서 미국은 멜라트은행에 대한 제재를 각국에 요구하고 있는 상황이며, 대한민국 정부에도 멜라트 은행 서울지점에 대한 자산동결 요구를 하고 있다.